# Rolf Reincke
Rolf Reincke (* 4. Mai 1964 in Hamburg) ist ein deutscher Politiker (FDP, bis 2011 CDU). Er war von August 2010 bis März 2011 als Staatsrat für Bezirksangelegenheiten und Sport in Hamburg zuständig. Am 10. Mai 2012 wurde er auf dem Verbandstag zum Präsidenten des Hamburger Handball-Verbands gewählt.

## Leben
Rolf Reincke schloss seine Schullaufbahn 1984 mit dem Abitur ab. Er leistete seinen Wehrdienst bei der Bundeswehr zwischen 1984 und 1986 ab. Im Anschluss studierte er von 1986 bis 1989 an der Wirtschaftsakademie Hamburg im Hamburger Modell bei dem Versicherungsunternehmen Euler Hermes, das Studium schloss er als Betriebswirt ab. Zuletzt war er als Fachbereichsleiter bei Euler Hermes tätig. Neben seiner beruflichen Tätigkeit war er von 2006 bis 2010 Vizepräsident der Leistungssportentwicklung beim Hamburger Sportbund. Über viele Jahre hinweg war zudem als internationaler Schiedsrichter im Tischtennis aktiv.

## Politik
Reincke war von 2001 bis 2009  Bezirksabgeordneter der Bezirksversammlung Hamburg-Altona. Vom 1. Juli 2009 bis 2. September 2010 war er Mitglied der Hamburgischen Bürgerschaft. Er rückte für die ausgeschiedene Abgeordnete Birgit Schnieber-Jastram nach. Im Parlament war er Mitglied im Stadtentwicklungsausschuss sowie im Kultur-, Kreativwirtschafts- und Tourismusausschuss.
Von August 2010 bis März 2011 war Reincke Staatsrat der Finanzbehörde und dort zuständig für Bezirksangelegenheiten, sowie der für Sport zuständige Staatsrat der Behörde für Inneres und Sport. Sein Bürgerschaftsmandat legte er nieder, für ihn rückte Claudia Folkers nach.
Nach der Bürgerschaftswahl in Hamburg 2011 bewarb sich Reincke im Rahmen einer Mitgliederbefragung der CDU Hamburg für das Amt des Landesvorsitzenden, es wurde jedoch Marcus Weinberg gewählt.
Im Oktober 2011 wurde bekannt, dass Reincke aus der CDU aus- und in die FDP eingetreten war.